# Jean Vautrin (militaire)
Jean-Émile-Alexis Vautrin, né le 8 juillet 1897 à Sedan (Ardennes) et mort pour la France le 28 avril 1943 à Monastir (Protectorat français de Tunisie) est un militaire et résistant français. Il est le père du sous-lieutenant Bernard Vautrin, cadet de la France Libre, mort au maquis du Jura (18/04/1944) et de Michel Vautrin, cadet de la France Libre, officier de carrière des troupes aéroportées.

## Biographie

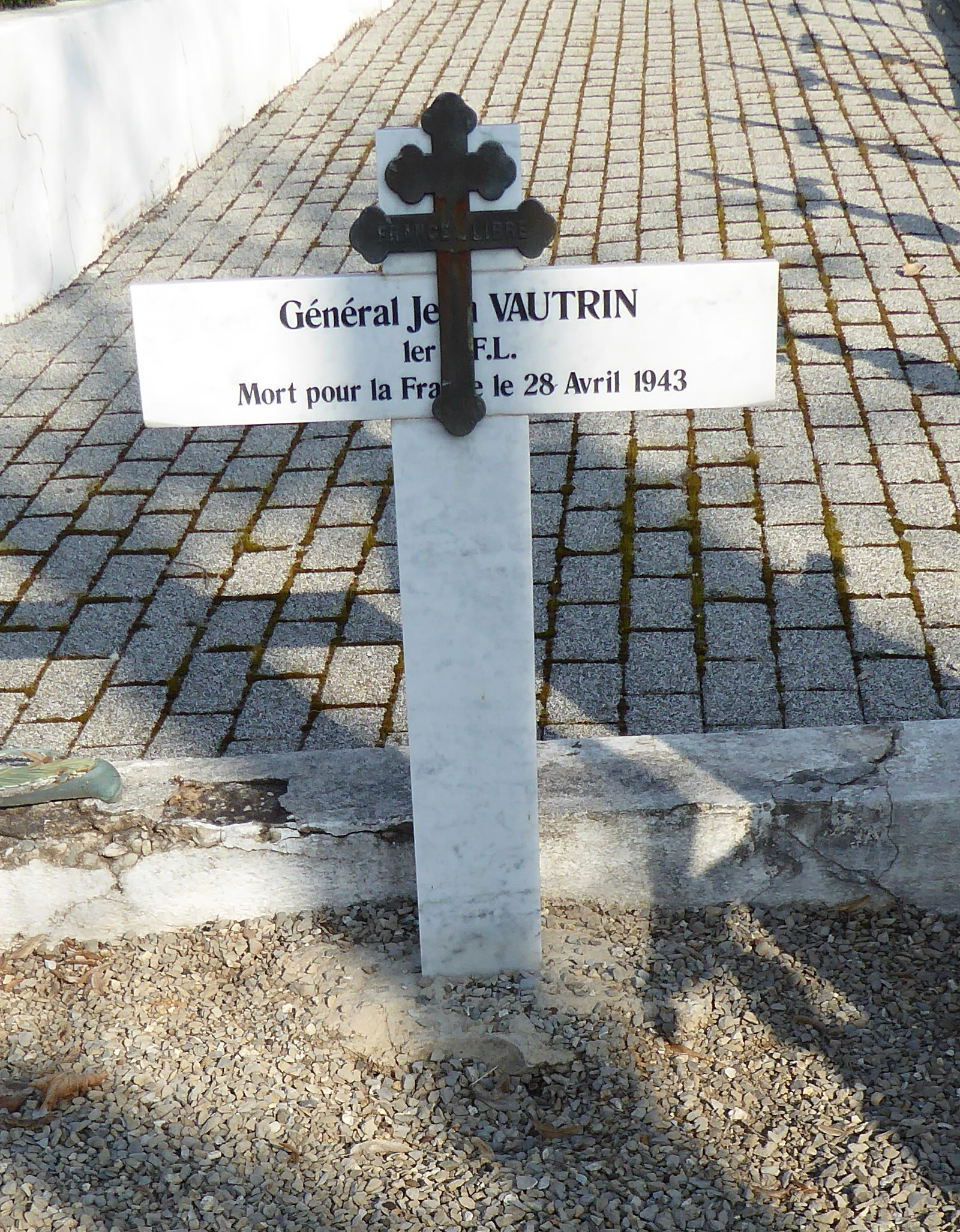
Tombe de Jean Vautrin à Rabiac (Antibes)

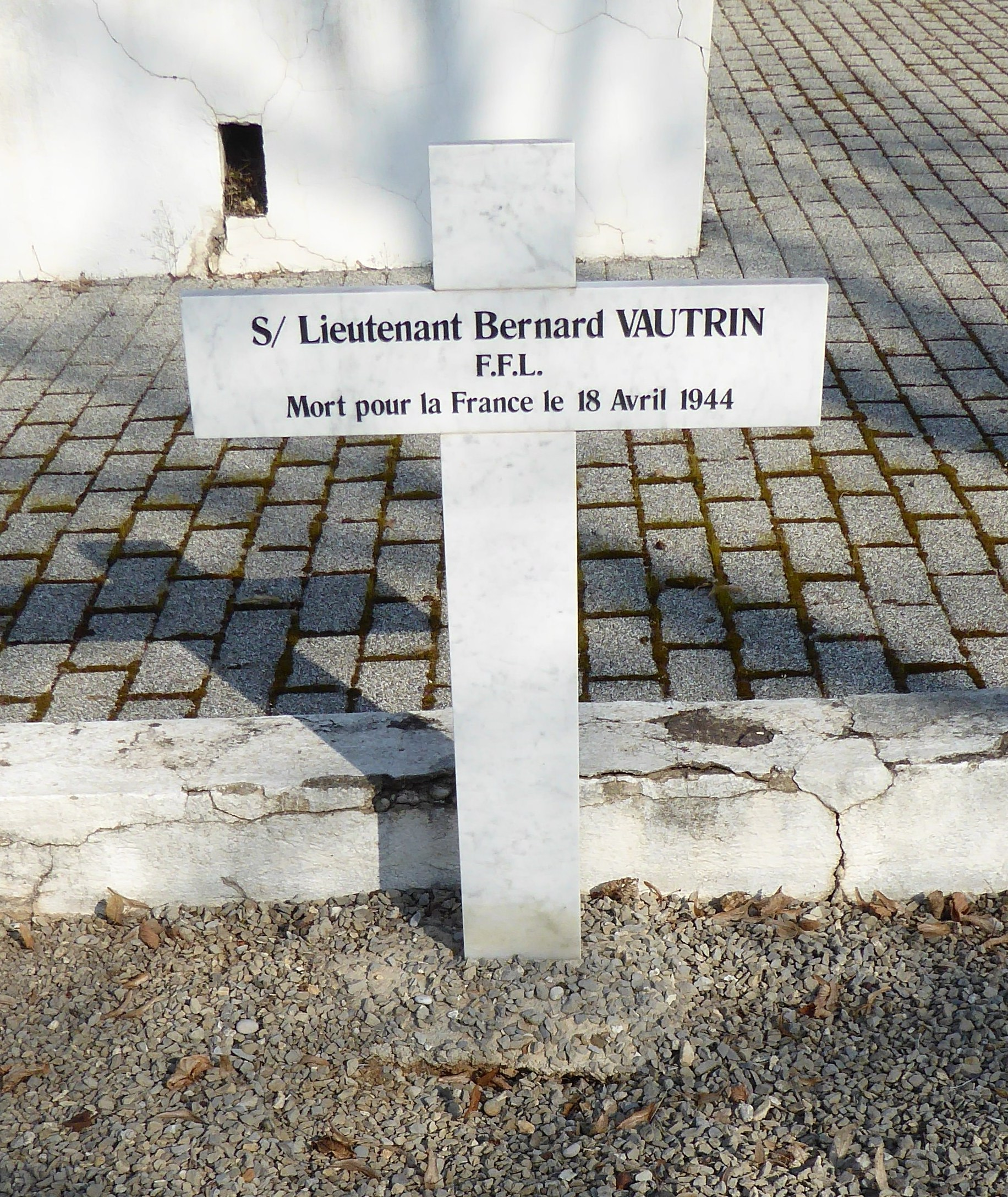
Tombe de Bernard Vautrin à Rabiac (Antibes)

Jean Vautrin s'engage comme volontaire à 18 ans. Il obtient trois citations au front en 1915 et s'illustre comme chef de groupe, ensuite comme commandant de compagnie; il termine la guerre décoré chevalier de la Légion d’honneur, récipiendaire de la Military Cross et huit fois cité.
Après la guerre, polyglotte il est attaché militaire aux Pays-Bas, en mission à la SDN et en Amérique ; il acquiert le brevet d'état-major, une licence en droit et un diplôme en sciences politiques. Dès 1930, il est chef de cabinet de ministre de la Guerre, puis employé à l'état-major des armées pendant 10 ans chargé des questions de Défense nationale par le Conseil supérieur. Il obtient le brevet de pilote de chasse.
Le désormais chef de bataillon Vautrin prend le commandement du 9e bataillon de chasseurs à Antibes de 1937 jusque quelques mois après la déclaration de guerre, lorsqu'il rejoint un poste à l'état-major de la 1re armée où il est officier de liaison avec l'armée britannique; il prend part à la bataille de Belgique et de Dunkerque. Il est décoré du Distinguished Service Order de l'armée britannique.
Après l'armistice, il prend le commandement du district militaire de Grasse au sein de l'Armée d'Armistice où il mit tous ses appuis locaux au profit de la Résistance. Pendant plus de deux ans, le colonel Vautrin va organiser la Résistance dans la région du Sud-Est en constituant les premiers réseaux. Il établit des chaînes de passage par l'Espagne et crée le poste d'émission Radio-Patrie. Il organise des sabotages, des parachutages, des départs par mer, guide Londres pour les atterrissages et établit les bases pour le débarquement de 1944.
En raison de ses activités, Vautrin est poursuivi par la Gestapo et l’Ovra; il s'évade in extremis par l'Espagne et rejoint Londres en janvier 1943, où il se met aux ordres du général de Gaulle, qui lui confère le poste de chef d’état-major de la 1re division française libre. Il dirigea le mouvement de la division par route de Tobrouk à Tripoli. 
C'est le 28 avril 1943, que l'avion qui menait Vautrin de Tripoli au commandement allié à Monastir s'écrasait à la suite d'une erreur de pilotage lors de l'atterrissage.
Le colonel Vautrin fut promu général à titre posthume. Il est inhumé au carré militaire du cimetière de Rabiac à Antibes.

### Bernard Vautrin
Bernard Vautrin, né en 1924, second fils de Jean Vautrin, participa aux activités de son père. Après sa fuite à Londres, il s'engagea dans le réseau Gallia des Forces françaises libres, où il organisa un groupe de résistance dans les Basses-Alpes. Pourchassé, il revient dans le Midi pour y reprendre son travail de renseignement jusqu'au moment où, recherché par la police italienne, il rejoint le maquis du Jura. 
En avril 1944, l'ennemi investit Saint-Claude (Jura) pour anéantir les maquis de la montagne. Il traque avec force les résistants et attaque le groupe de Bernard Vautrin réfugié dans la grotte du Mont. Bernard Vautrin et quatre de ses camarades assurent alors le repli de vingt-cinq autres maquisards en se battant jusqu'à la mort le 18 avril. La Légion d'honneur lui fut décernée à titre posthume.

## Décorations
- Officier de la Légion d'Honneur
- Croix de Guerre 39/45
- les villes de Cannes et d'Antibes comportent des voies au nom de Jean Vautrin